# 太陽の島

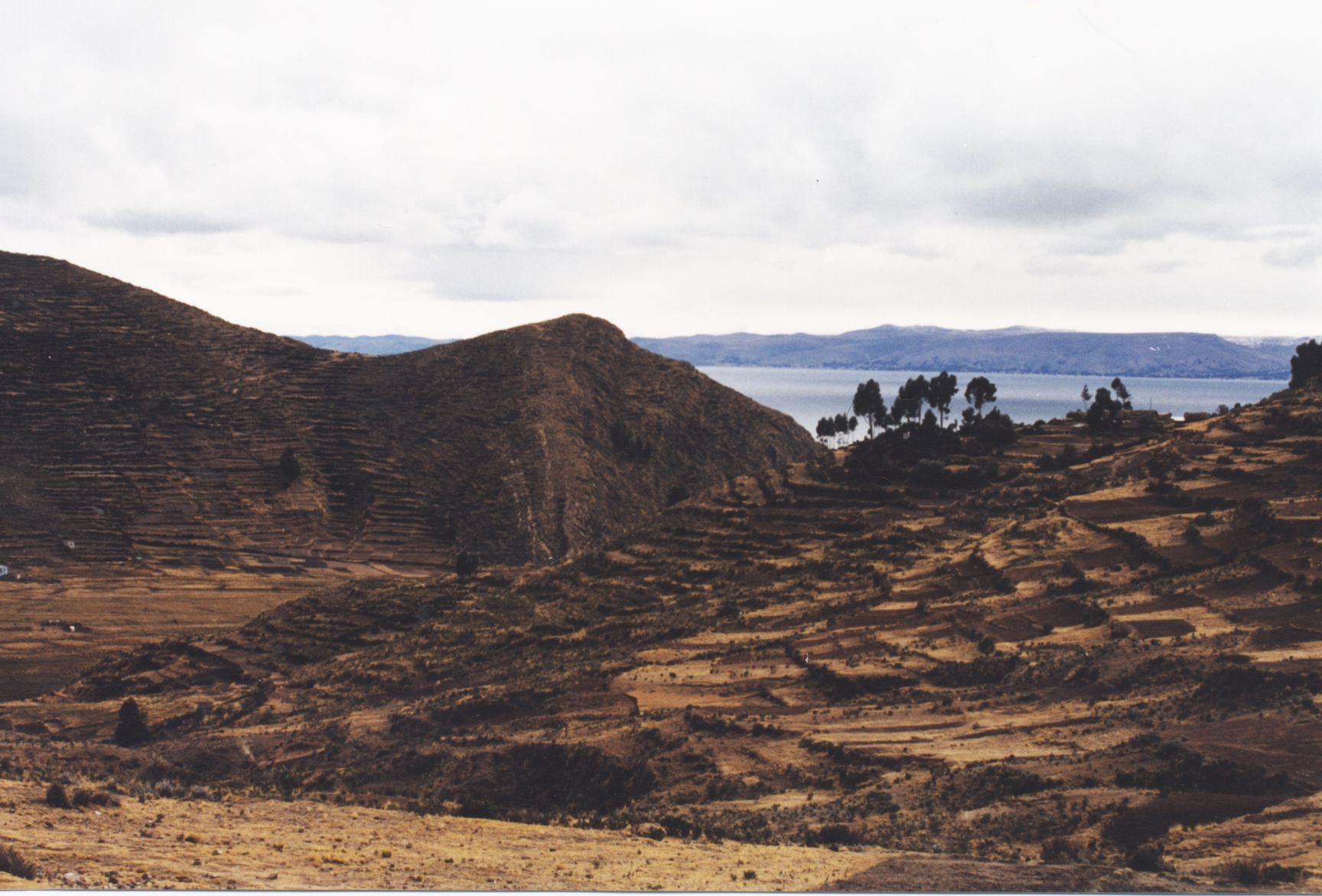
島のテラス

太陽の島（たいようのしま、Isla del Sol）とは、チチカカ湖のボリビア領内にある島。およそ21km2ある。この島はインカ帝国の発祥の地と信じられている。近隣には「月の島 (Isla de la luna)」もある。現在、島は観光地として有名で、チチカカ湖畔のコパカバーナ (Copacabana)から観光船がでており、ラパスからはこの観光船を利用するバスのツアーが出ている。島の内部には、ティワナク期（西暦400年ころから1200年頃）やインカ時代（15世紀から1532年頃）の遺跡が残っている。また、テラス（段々畑）が広がっている。
この島に人が住み始めたのは、おおよそ紀元前2000年頃とされている (Stanish et al. 2002)。Chucaripupataと呼ばれる島の遺跡は、ティワナク期以前に建設されたが、その後、ティワナク期において重要な遺跡となったことが近年の調査からわかってきた。その後、後期中間期と呼ばれるティワナク崩壊後からインカによる太陽の島への侵入までの時期 (A.D.1200年頃からA.D.1470年頃) には、現在の島にあるインカの遺跡が聖域として利用された。
スペイン人による征服時の記録によると、この島は、インカの宗教的な巡礼地として有名だったことが記されている。本来、現地住民などの巡礼地であった場所を、インカが利用して国家の宗教施設として取り込んだといわれている。
同じことはスペイン人たちも行なっており、コパカバーナは今ではキリスト教の巡礼地となっている。
太陽の島は、植民地時代にチャリャ (あるいはチャヤChalla) とユマーニ (Yumani) という2つのアシエンダに分けられており、チャリャ（領主はペルー人）が島の北部、ユマーニ（領主はボリビア人）が島の南部にあった。
太陽の島はチチカカ湖の中にあり、周りの湖水によって寒さが抑えられる（昼間に熱を吸収した湖水が、夜間は暖かい蒸気となって島を覆う）ため、暖かく農耕にも適している。ただし、テラスが広がっているのは水源地近くから下部にかけてであり、冬場になると水源地より上部はほとんど植物が育たなくなる。
ここでは、ジャガイモなどの塊茎類やキヌア、そしてトウモロコシまでも栽培ができる。トウモロコシの栽培は、ほとんどのアルティプラーノではその寒さのため不可能であるが、太陽の島やスリキ島など、チチカカ湖内部にある島では、栽培できるところがある。
また、牛や豚、クイなどの家畜も飼育されている。このほか、漁猟も重要な生業となっている。
しかし、生業としては、近年は観光が重要になってきている。世界銀行は、チャリャパンパ (あるいはチャヤパンパChallapampa) コミュニティーへ出資して共同センター (Communal Center) を建設している。